# Pathé News
Pathé News, var et fransk/engelsk produktionsselskab, som producerede korte dokumentarfilm, i perioden fra 1910 til 1970, i Storbritannien.
Pathé News rødder stammer fra Paris i 1896, hvor franskmanden Charles Pathé og hans brødre grundlagde filmselskabet Société Pathé Frères.
Det franske selskab etablerede sig i Wardour Street, London, England i 1910, under navnet Pathé News.
De producerede dokumentarfilm blev vist i landets biografer og var stumfilm indtil 1928.
De viste filmklip havde omkring fire minutters spilletid og blev produceret to gange ugentlig.
Selv om de producerede film blev optaget stationært, var man i stand til med stor effekt at vise blandt andet Franz Reichelt's  fatale faldskærmsudspring fra Eiffeltårnet og  suffragetten Emily Davison's fatale ulykke i 1913 under Epsom Derbyet.
Under Første Verdenskrig blev dokumentarfilm produceret under navnet Pathé Animated Gazettes, hvilket  gav dagspressen konkurrence.
Efter 1918 begyndte man at producere film af længere varighed og med indhold af bedre kvalitet.
Fra 1930 dækkede British Pathé nyheder, underholdning, sport, kultur etc. gennem programmerne Pathétone Weekly, Pathé Pictorial, Gazette og Eve’s Film Review.
Selskabet blev solgt flere gange, og de sidste ejere var angiveligt Warner Bros, som stoppede produktionen i 1970.